# Robert Łakomy
Robert Łakomy (ur. 22 grudnia 1982 w Wieluniu) - były polski piłkarz grający na pozycji obrońcy. Obecnie zawodnik Startu Brzeziny w koluszkowskiej Halowej Lidze Piłki Nożnej.